# Østofte Mølle
Østofte Mølle er en stubmølle, der ligger lige uden for Nørreballe, Lolland. Den er opført i 1641, og er bygget helt af træ. Bygningen blev fredet i 1964. Den ligger på det højeste sted i Østofte, nordvest for selve byen.
Møllen var i funktion helt frem til 1943. I 1970 blev møllen renoveret, hvilket sket igen i 1990'erne. I 1992 blev vedligeholdet overtaget af en frivillig forening, der driver møllen i dag.